# Direction spirituelle des musulmans de Russie
La Direction spirituelle des musulmans de Russie, la DUM RF (en russe Духовное управление мусульман Российской Федерации – ДУМ РФ) est l’une des organisations religieuses musulmanes panrusses (qui dépendent des muftiyats) en Russie. Depuis sa fondation en 1994, elle est dirigée par le mufti Ravil Gaïnoutdine. Le siège de la DUM RF se trouve à Moscou.

## Histoire
À sa création, la Direction spirituelle des musulmans de Russie porte le nom de Direction spirituelle des musulmans de la région centrale et européenne de la Russie (en russe : Духовное управление мусульман Центрально-Европейского региона России).
Le 9 décembre 1998, l’organisation est renommée Direction spirituelle des musulmans de la partie européenne de la Russie (Духовное управление мусульман Европейской части России – ДУМЕР).
C’est le 21 septembre 2014, lors du VIe congrès de l’organisation, que la décision est prise de la renommer Direction spirituelle des musulmans de Russie : la DUM RF (Духовное управление мусульман Российской Федерации – ДУМ РФ).
Selon les données communiquées lors du Ve congrès de la DUM RF, celle-ci regroupe 367 organisations musulmanes, locales et fédérales, implantées dans 37 régions différentes. Fin 2011, le département de la DUM RF chargé de la coopération avec les organisations locales estimait qu’environ 400 organisations se trouvaient sous la juridiction du muftiyat, dans cinq districts fédéraux : le district fédéral central, le district fédéral de l’Oural, le district fédéral du Sud, le district fédéral du Nord-Ouest et le district fédéral de la Volga.

## Direction
Le siège de la Direction spirituelle des musulmans de Russie se trouve à la grande mosquée de Moscou. La prise de décision est assurée par le Majlis, une assemblée composée de membres du clergé et de fidèles issus des organisations affiliées à la DUM RF. Ce sont le Présidium et le président qui en dirigent les activités. Selon les statuts, le président de l’organisation est élu tous les cinq ans.

## Structure
La Direction spirituelle des musulmans de la fédération de Russie est composée de différents organes :
- L’organe administratif, qui regroupe également le Département des affaires intérieures et le Département de l’enseignement et des sciences
- La direction des affaires de la DUM RF
- Le département de la construction et de l’architecture
- Le département chargé du protocole
- Le secrétariat de la DUM RF
- Le service de presse de la DUM RF.

## Adjoints du président
Les premiers adjoints sont Damir Guizatoulline et Damir Moukhetdinov, le second adjoint est Rafik Fattakhetdinov. L’imam de la grande mosquée de Moscou est l’imam-muhtasib de Moscou, Ildar Aliaoutdinov.

## Établissements d'enseignement rattachés à la DUM RF
Un certain nombre d’écoles et d’établissements d’enseignement supérieur sont gérés par la DUM RF, parmi lesquels l’université islamique de Moscou (recteur : Marat Mourtazine), l’institut islamique K. Faïzkhanov de Nijni Novgorod (recteur : Damir Moukhetdinov), l’école coranique de la grande mosquée de Moscou (directeur : Djafar Faïzrakhmanov), le Collège islamique de Moscou (directeur par intérim : Islam Zaripov), l’école coranique de la mosquée historique de Moscou (directeur : Khassan Fakhretdinov, imam-khatib de la mosquée historique de Moscou), l’école coranique Makhinur de Nijni Novgorod (directeur : Abdoulbari Mousslimov), l’école coranique Cheik Abdouldjalil Bikkinin de Nijni Novgorod (directeur : Renat Isliamov).

## Publication
La DUM RF publie un journal : « Islam Minbar », Journal panrusse des musulmans (rédacteur en chef : Damir Khaïretdinov, docteur en histoire), fondé en 1994.

## Récompenses décernées par la DUM RF
La récompense décernée par la DUM RF est la médaille « Pour l’unité spirituelle ».